# Les Arcs-sur-Argens
Les Arcs-sur-Argens è un comune francese di 6 469 abitanti situato nel dipartimento del Var della regione della Provenza-Alpi-Costa Azzurra.

## Società

### Evoluzione demografica
Abitanti censiti